# Hudovo
Hudovo es una localidad de Croacia en el municipio de Rakovec, condado de Zagreb.

## Geografía
Se encuentra a una altitud de 172 m s. n. m. a 42,8 km de la capital nacional, Zagreb.

## Demografía
En el censo 2011, el total de población de la localidad fue de 90 habitantes.